# ويليام أوتيس كروسبي
ويليام أوتيس كروسبي (بالإنجليزية: William Otis Crosby)‏ هو مهندس وجيولوجي أمريكي، ولد في 14 يناير 1850 في Byrd Township, Ohio ‏ في الولايات المتحدة، وتوفي في 1925 في بوسطن في الولايات المتحدة.